# Reed Clark Rollins
Pour les articles homonymes, voir Rollins.
Reed Clark Rollins est un botaniste américain, né le 7 décembre 1911 à Lyman dans le Wyoming et mort le 28 avril 1998 à Cambridge, Massachusetts.

## Biographie
Il fait ses études à l’université du Wyoming puis à l’université d’État de Washington. Il obtient son Ph.D. à Harvard en 1941. Il travaille comme généticien pour le ministère de l’Agriculture américain durant la Seconde Guerre mondiale avant de rejoindre la faculté d’arts et de sciences d’Harvard en 1948. Rollins est membre de diverses sociétés savantes dont la National Academy of Sciences.

## Source
- Notice nécrologique parue dans Plant Science Bulletin, 44 (1) (en anglais)